# ماسانوسوکه اونو
ماسانوسوکه اونو (به ژاپنی: 小野正之助،  زادهٔ ۱۰ فوریهٔ ۲۰۰۴) کشتی‌گیر آزاد کار ژاپنی است که در دسته ۶۱- کیلوگرم به رقابت می‌پردازد. از افتخارات وی می‌توان به کسب مدال طلای مسابقات جهانی تیرانا و قهرمانی رقابت های جوانان جهان در سال ۲۰۲۴ اشاره کرد.

## سابقه ورزشی

### سال ۲۰۲۴؛ شروع قهرمانی رده بزرگسالان
ماسانوسوکه اونو در ماه مارس، اولین تورنومنت بین المللی خود را تجربه کرد و به قهرمانی رقابت های یاشار دوغو در وزن ۶۱ کیلوگرم رسید. او سپس در مسابقات قهرمانی آسیا در بیشکک حضور پیدا کرد و در وزن ۶۵ کیلوگرم به مدال برنز دست پیدا کرد؛ اونو در دور اول مقابل تومور-اچیر تولگا دارنده برنز جهان از مغولستان شکست خورد اما در شانس مجدد توانست در مقابل سایر رقبا به پیروزی برسد. 
ماسانوسوکه اونو سپس در مسابقات قهرمانی کشتی جوانان جهان که در پنتبدرا برگزار می‌شد شرکت کرد که با شکست دادن مارکوس بلیز از آمریکا به فینال رسید. اونو در فینال توانست ابراهیم خواری از ایران را با نتیجه ۱۰ بر ۰ شکست دهد و به مدال طلا برسد. 
اونو در ۲۰ سالگی در کشتی قهرمانی جهان که در تیرانا برگزار می‌شد حضور پیدا کرد و مقتدرانه به مدال طلا رسید. او در این مسیر توانست زائور اوگویف قهرمان روس تبار  المپیک توکیو را ۱۰-۲ شکست دهد و در نیمه نهایی از سد ویتو آراجائو که قهرمان این وزن در  سال ۲۰۲۳ بود با نتیجه ۰-۱۲ عبور کند. 